# Lola, das Mädchen aus dem Hafen
Lola, das Mädchen aus dem Hafen (Originaltitel Lola) aus dem Jahr 1961 ist eine französisch-italienische Koproduktion, bei der Jacques Demy in seinem Spielfilmdebüt für Regie und Drehbuch verantwortlich war.

## Handlung
In Nantes lebt der junge Mann Roland Cassard, der verschwommene Künstlerträume hegt, aber seine Arbeitsstellen nie lange halten kann. Er zieht planlos durchs Leben, bis er auf einmal in der Passage Pommeraye seiner Jugendfreundin Cécile begegnet. Die beiden kannten sich in der Zeit um den Zweiten Weltkrieg, hatten sich danach aber vor über zehn Jahren aus den Augen verloren. Cécile ist selbst mit ihrem Leben unzufrieden: Unter dem Namen Lola tritt sie im Cabaret „L'eldorado“ als Tänzerin auf, wo junge Matrosen nach Spaß suchen. Gerade unterhält sie eine Affäre mit dem amerikanischen Matrosen Frankie, der in Kürze in sein Heimatland zurück muss. Frankie könnte sich vielleicht etwas Ernsteres vorstellen, doch Lola mag ihn hauptsächlich deshalb, da er sie an ihre erste Liebe Michel erinnert. Mit Michel hat sie einen kleinen Sohn, den sie nun alleine durchbringen muss, denn vor sieben Jahren verließ Michel sie, um ins Ausland zu gehen und dort zu Reichtum zu gelangen. Lola hegt die ferne Hoffnung, dass er doch noch zurückkehren wird, ebenso Michels Mutter, die Roland aus seiner Lieblingsbar kennt.
Auf der Suche nach Geld nimmt Roland den dubiosen Auftrag des örtlichen Friseurs an, für ihn einen Koffer nach Johannesburg zu schmuggeln. In einem Buchladen begegnet er der vor ihrem 14. Geburtstag stehenden Cécile Desnoyers, die ihn an seine gleichnamige alte Jugendfreundin erinnert. Auch die junge Cécile möchte gerne Tänzerin werden und ist sehr lebhaft, sehr zum Ärgernis ihrer sehr auf solides Auftreten bedachten Mutter. Die junge Cécile begegnet ebenfalls Frankie, der ihr Aufmerksamkeit schenkt und in den sie sich verliebt – doch für den Matrosen ist sie auf romantischer Ebene zu jung und er muss sowieso in die Vereinigten Staaten zurück. Die seit dem Weltkrieg verwitwete Madame Desnoyers ihrerseits scheint von Roland angetan, doch dieser denkt seit seinem Wiedersehen mit ihr nur an Lola. Er plant eine gemeinsame Zukunft und setzt sich erstmals Lebensziele. Doch Lola erklärt ihm, dass sie weiterhin nur Michel liebt und sich kein gemeinsames Leben vorstellen kann. Erbittert und enttäuscht wirft Roland ihr an den Kopf, eine Hure zu sein, und verschwindet.
Gegen Ende scheinen viele der Protagonisten Nantes verlassen zu wollen. Die junge Cécile flüchtet nach einem Streit mit ihrer Mutter zu ihrem Onkel, einem Friseur in Cherbourg, von dem sie nicht weiß, dass es ihr eigentlicher Vater ist. Madame Desnoyers will ebenfalls nach Cherbourg nachreisen und muss ihrer Tochter wohl die Wahrheit über ihren Vater beibringen. Roland soll für seinen Auftrag nach Johannesburg abreisen, aber als er bei dem Laden des Friseurs ankommt, wurde dieser soeben von der Polizei verhaftet. Er entschließt sich trotzdem zu fahren, um anderswo einen Neuanfang zu machen und Lola zu vergessen. Lola sucht ihn ein letztes Mal auf und die beiden trennen sich mit freundschaftlichen Worten. Sie will ihrerseits mit ihrem Sohn nach Marseille reisen, doch im letzten Moment taucht überraschend Michel auf. Er hatte sich, was dem Filmzuschauer bereits anfangs angedeutet wurde, seit drei Tagen in Nantes aufgehalten und nach dem Mut gesucht, sie aufzusuchen. Nach langen Anstrengungen ist er endlich beruflich erfolgreich geworden und die beiden wollen nun heiraten. Als Lola in Michels Auto durch Nantes fährt, sieht sie auf einmal den abreisenden Roland. Michel fragt sie, ob etwas sei, ob er umdrehen solle. Sie sagt "nein".

## Hintergrund

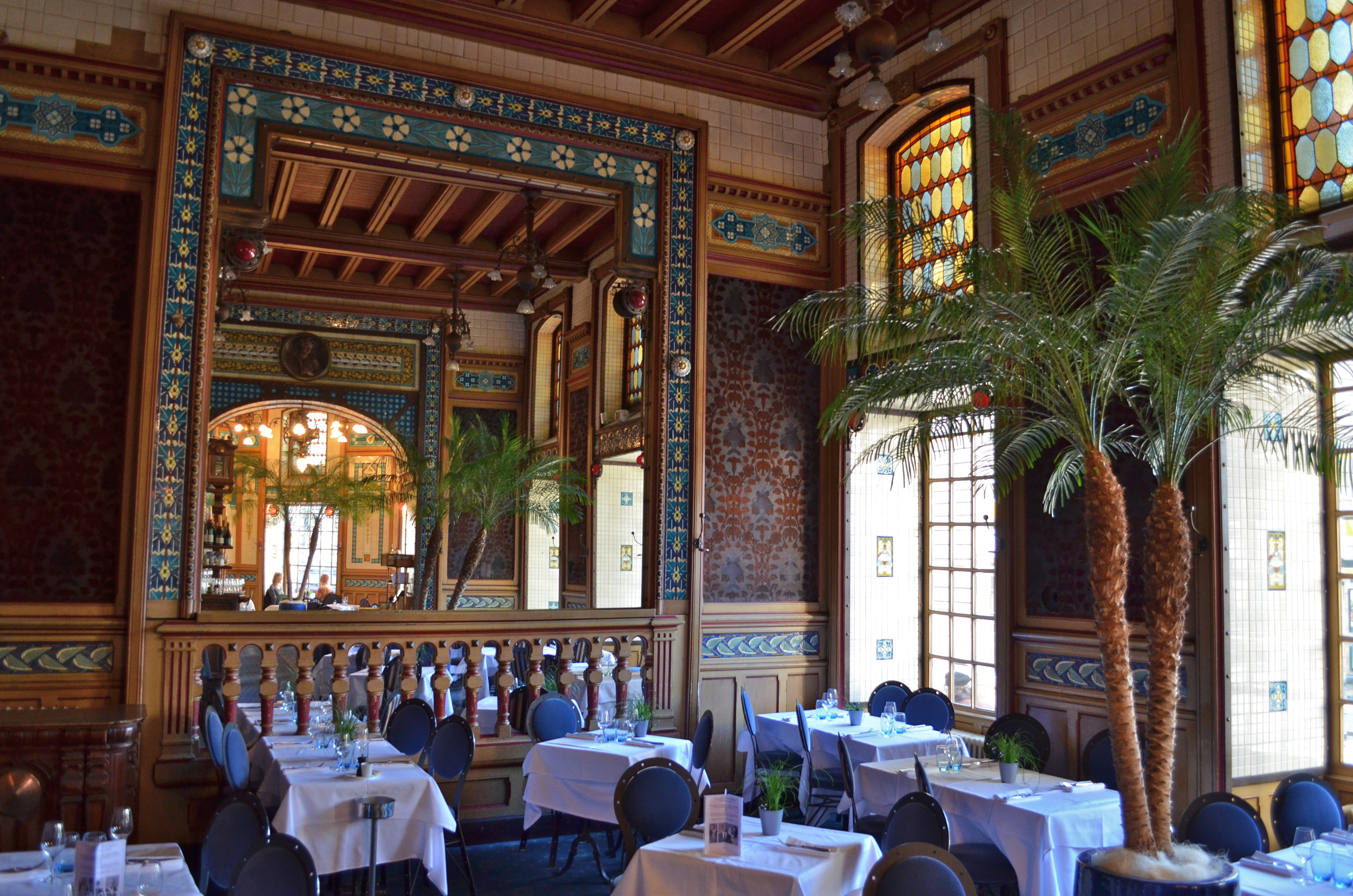
Das Restaurant „La Cigale“ stellte das Cabaret „L'eldorado“ dar.

Demy widmete seinen ersten Spielfilm im Vorspann dem Regisseur Max Ophüls. Bereits diesen Film wollte Jacques Demy wie viele seiner späteren Filme als Musikfilm und Farbfilm anlegen. Wegen des knappen Budgets musste Lola allerdings am Ende in Schwarzweiß gedreht werden und von den Figuren singt nur Lola an kurzen Stellen, wenn sie im Cabaret auftritt. Dennoch ist die Filmmusik von Michel Legrand, mit dem Demy später noch mehrfach zusammenarbeitete, für die Atmosphäre des Filmes sehr wichtig. Für Szenenbild und Kostüme war Bernard Evein verantwortlich.
Lola, das Mädchen aus dem Hafen (1961) wird als Auftakt der sogenannten „Romantischen Trilogie“ des Regisseurs gesehen, die er mit den (dann in Farbe gedrehten) Musicalfilmen Die Regenschirme von Cherbourg (1964) und Die Mädchen von Rochefort (1967) fortsetzte. Alle drei Filme spielen in französischen Hafenstädten, haben die Liebeswirren normaler Menschen zum Thema und weisen untereinander Bezüge auf: So tritt die Figur des Roland Cassard als Nebenfigur in Die Regenschirme von Cherbourg auf und singt von einer Tänzerin namens Lola, in Die Mädchen von Rochefort wird eine nie ins Bild tretende Tänzerin Lola aus verschmähter Liebe von einem Rentner ermordet. In Die Mädchen von Rochefort wird an einer Stelle ebenfalls nebenbei erwähnt, dass die verwitwete Madame Desnoyers einen Friseur in Cherbourg geheiratet habe. Die Figur der Lola griff Demy nochmals in seinem in den USA gedrehten Film Das Fotomodell (1969) auf, wo sie erneut von Anouk Aimée gespielt wird.
Dem Film vorangestellt ist das Motto „Pleure qui peut, rit qui veut“ („Weine wer kann, lache wer will“), von dem behauptet wird, es stehe auf dem ebenfalls abgebildeten Stempel und sei ein chinesisches Sprichwort. Tatsächlich war es eine freie Erfindung Demys, bestimmt nur für die Verleiher, die meinten, die Zuschauer müssten „wissen, mit was für einem Film sie es zu tun haben“.
Als Erscheinungsjahr von Lola wird manchmal 1960 genannt. In diesem Jahr wurde der Film gedreht, aber seine Premiere hatte er offensichtlich erst am 3. März 1961 in Frankreich. In der Bundesrepublik Deutschland kam Lola im Juli 1961 erstmals in die Kinos.

## Kritiken
Lola wurde bei seiner Veröffentlichung mit mäßiger Aufmerksamkeit betrachtet, wurde aber in den letzten Jahrzehnten zusehends als ein zentraler Film der Nouvelle Vague anerkannt.
Der Filmdienst meint: „Der als Huldigung an Max Ophüls gedachte, formal bemerkenswerte Film machte wegen der fließenden Kamerabewegungen als ‚Musical ohne Musik‘ von sich reden. In der groben deutschen Synchronisation entsteht gelegentlich der Eindruck einer Stilübung mit sich widersprechenden Zügen, die dem melodramatischen Thema nicht gerecht werden.“